# Caravaca de la Cruz
Caravaca de la Cuz este un oraș în Spania.